# Digimon Story
Digimon Story (デジモンストーリー?, Dejimon Sutōrī), conosciuto anche come Digimon World DS in Nord America, è un videogioco di ruolo per Nintendo DS pubblicato nel 2006 dalla Namco Bandai.

## Trama
Il protagonista, incuriosito dalle chiacchiere sulle "creature digitali", decide di cercare su Internet e viene risucchiato nel mondo di DigiWorld, dove scopre con sorpresa che lì convivono Digimon e esseri umani. Inizia così ad allenarsi come Digi-Tamer, imbattendosi poi in nemici che non mirano al raggiungimento del massimo livello Tamer (Tamer King), ma alla distruzione di tutti gli umani, considerati crudeli perché "schiavizzano" i Digimon. Il Digimon Alphamon, che si scoprirà essere ideatore di questo piano, tenterà di risvegliare il leggendario Chronomon per spazzarvia tutto, ma verrà ostacolato dal protagonista e da ClavisAngemon, che lo convinceranno, purtroppo troppo tardi, a cambiare idea riguardo agli umani.

## Modalità di gioco
Il giocatore può ottenere in totale 239 Digimon attraverso Digievoluzioni, per via diretta e tramite Digiuovo. Alcuni di essi sono presenti anche come boss da battere durante il gioco. Pochi altri Digimon non controllabili compaiono come boss o come PNG.
Questo è il primo gioco in cui compaiano i Digimon Alphamon, ClavisAngemon e Chronomon.
I Digimon di livello primario e armor rientrano rispettivamente tra i Digimon di livello primo stadio e campione.
Il gioco non è mai stato tradotto in italiano, ma è stato messo in commercio in Europa.